# Abbazia di Abondance

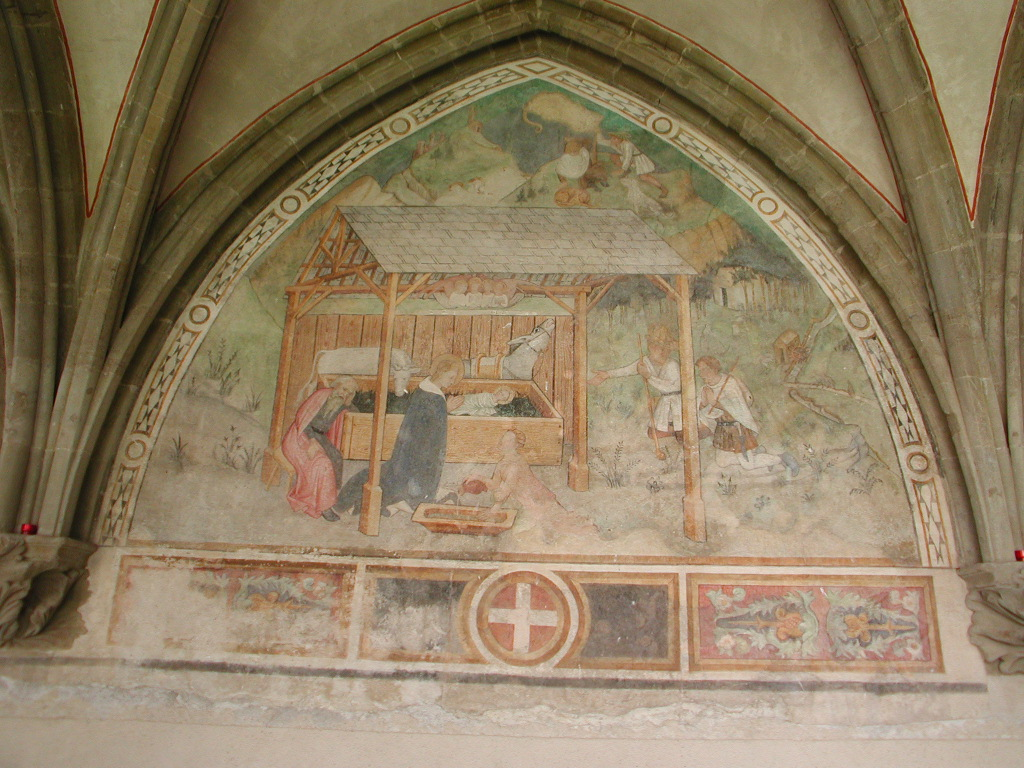
Abbazia di Abondance, Natività

L’abbazia di Abondance è un complesso abbaziale risalente all'inizio del XV secolo che sorge a Abondance, centro abitato dell'Alta Savoia.
Lo stile architettonico rivela i collegamenti che esistevano all'epoca fra il Piemonte e l'Alta Savoia. L'interno è decorato da affreschi raffiguranti scene cristologiche, realizzati con uno stile che può essere collocato tra quello tipico dei pittori senesi e lo stile delle miniature della Savoia. Gli affreschi sono attribuiti alla bottega di Giacomo Jaquerio.